# El Puig (l'Aleixar)
El Puig és una muntanya de 432 metres que es troba entre els municipis de l'Aleixar i de Castellvell del Camp, a la comarca catalana del Baix Camp.
Al cim s'hi troba un vèrtex geodèsic (referència 263136015).
És a ponent de Castellvell del Camp i per la seva línia de carena hi passa, de nord a sud, la divisòria del terme amb l'Aleixar. Abans, al cim, hi confluïen quatre termes, el de Castellvell, el de Reus, el de l'Aleixar i el de l'Albiol. Es conta que en ocasió d'un assassinat, el cadàver va ser abandonat de manera que reposés en terra dels quatre pobles. Cap d'ells volia fer-se càrrec del cas.